# Tyczkiw (przystanek kolejowy)
Tyczkiw (ukr. Тичків) – przystanek kolejowy w pobliżu miejscowości Tyczkiw, w rejonie korosteńskim, w obwodzie żytomierskim, na Ukrainie. Położony jest na linii z Owrucza do Strefy Wykluczenia.